# Amygdalus mira
Amygdalus mira là loài thực vật có hoa trong họ Hoa hồng. Loài này được (Koehne) Ricker mô tả khoa học đầu tiên năm 1917.